# Quélern
Quélern est un hameau de la commune de Roscanvel dans le Finistère en France, qui est principalement connu pour sa ligne fortifiée, système de défense de la presqu'île de Roscanvel.

## Toponyme
Quélern vient du breton Ker ar Louarn, « village des Renards », l'explication populaire racontant que le canton fourmillait de ces animaux autrefois.

## La famille Le Gentil de Quélern
Tanguy Le Gentil, écuyer, issu d'une famille de la noblesse de la presqu'île de Crozon, sieur de Pencran, épousa le 7 juillet 1659 Esther Françoise Goulhezré, dame héritière de Kerlern (Quélern). Le couple prit alors le nom de Le Gentil de Quélern. Tanguy Le Gentil de Quélern participa notamment à la bataille de Camaret (1694) où il commandait deux compagnies de gardes-marines et les milices gardes-côtes, soit 1 300 hommes. Il décéda le 1er février 1736 à Crozon.
Son arrière-arrière-petit-fils Emmanuel Le Gentil de Quélern (1773-1843), jeune lieutenant de 25 ans sorti de Polytechnique, participa à l'expédition d'Égypte comme expert scientifique. Maréchal de Camp, il fut promu baron de Quélern par Louis XVIII en février 1824.
Le manoir de Quélern existe toujours.

## Lignes de Quélern
Les lignes sont implantées sur terrain militaire et sont propriété du Ministère des Armées. L'accès est donc interdit et les prises de vues photographiques sont interdites.
Les lignes de Quélern ont pour fonction la défense de l'entrée du goulet de Brest contre une éventuelle prise à revers de la pointe des Espagnols. Les lignes de Quélern constituent la seule enceinte extra-urbaine conservée en France.

### Quélern, élément de la défense de Brest
Le débarquement de troupes espagnoles à la désormais nommée pointe des Espagnols en 1594 fait prendre conscience que la défense de Brest doit désormais se faire à l'échelle de toute la rade. Vauban, le premier, conçoit un plan de défense d'ensemble de la rade et propose la construction d'un ouvrage pour la protection à revers des batteries qu'il implante dans la presqu'île de Roscanvel.
Les travaux sont mis en œuvre dès 1695 (à la suite du débarquement anglo-hollandais sur la plage de Trez-Rouz en 1694)  par Vauban lui-même. Un vaste programme de travaux de fortifications est lancé en 1776, conçu par le marquis de Longeron, pour protéger le port et l'arsenal de Brest côté terre et reprend des préconisations émises par l'ingénieur du génie maritime Dajot. Ces travaux sont entrepris de 1777 à 1785 à l'occasion de la guerre d'indépendance américaine.

### Un ouvrage imposant
Les lignes de défense de Quélern forment un arc concave long de 1 220 mètres. L'enceinte comprend deux bastions complets et deux demi-bastions dont le dernier participe aussi à la défense de l'anse de Camaret. La garnison se compose de 900 hommes, renforcés par 300 garde-côtes ; en cas de siège, l'effectif peut être porté à plus de 3 000 hommes. L'armement théorique est de 65 pièces d'artillerie, canons, mortiers et obusiers, mais 21 pièces d'artillerie seulement seront effectivement installées). Les différents magasins abritent plus de 17 000 kg de poudre. Selon les estimations des officiers, 10 000 à 12 000 hommes seraient nécessaires pour mener un siège en règle.
D'autres travaux furent entrepris au XIXe siècle, notamment l'édification d'un réduit achevé en 1854, l'aménagement d'une escarpe et d'une contrescarpe, la construction de la caserne Sourdis et d'un magasin à poudre.
Les lignes de Quélern gardent toujours une dimension fortement géostratégique. C'est toujours un terrain militaire actif demeurant interdit d'accès. On franchit cette ligne par la porte haute dite porte de Camaret et la porte basse dite porte de Crozon, qui ont été toutes deux détruites peut-être entre 1940 et 1944.
La ligne représente la seule enceinte hors d'une ville qui existe encore en France.

## Réduit de Quélern
De 1852 à 1854, un fort dit réduit de Quélern est construit sur des plans modifiés de Vauban. Le réduit est un fort carré, bastionné et entouré d'un fossé creusé.
Toujours en service, il est la propriété du Ministère des Armées. L'accès ainsi que les prises de vues photographiques y sont interdites.
Le Centre parachutiste d'entraînement aux opérations maritimes (CPEOM), composante mer du Service Action de la DGSE, y est installé. Auparavant basé à Aspretto, en Corse, le centre a déménagé en Bretagne en 1985 à la suite de l'affaire du Rainbow Warrior.

## Patrimoine civil
Sous la caserne de Sourdis se trouve, en bordure de falaise, au niveau de la grève, un curieux édicule connu depuis le siècle dernier sous le nom de « Fontaine de Quélern ». Construite en pierre de taille directement sur la grève, elle est alimentée par une source d’eau ferrugineuse, provenant probablement d'une faille dans le réduit de Quélern. Bien connue des habitants, cette « ligne » de sources alimentait de nombreux puits de ferme : l’une d’elles a été remise à jour et fournissait même en eau la caserne située en contrebas. L'eau d'infiltration contenant du fer (issu des minéraux ferro-magnésiens des roches) qui descend par les diaclases se meut à l'intérieur des schistes au hasard de la distribution des diaclases, et elle sort aussi au hasard de cette distribution, donnant naissance à une zone de suintement ferrugineux à la base de la falaise. Le Fe2+, en arrivant à l'air libre contenant 21 % d'O2, est oxydé en Fe3+. Cette oxydation a lieu sous l'action de bactéries chimiolithotrophes ferroxydantes qui font précipiter le Fe3+ sous forme d'hydroxydes ferriques (Fe(OH)3). Une avancée à fronton triangulaire abrite l’orifice par lequel l’eau s’écoulait. Les bassins de décantation permettaient de concentrer le fer dans l’eau. Vers la fin du XIXe siècle 1880-1890, un pharmacien de Brest eut l’idée d’aménager le point d’eau sur la grève et d’en faire le commerce sous le nom de « Eau de Quélern ». Des glissements de terrain ont tari la fontaine, mais la source continue de couler à gauche de la fontaine. Menacée par l’écrasement d’un arbre et l’érosion marine, elle risque aujourd’hui de disparaître.
La seule route qui desservait Roscanvel passait sur la côte Ouest de la presqu'île. Des impératifs militaires ont conduit à réaliser une route digue à la Première Guerre mondiale afin d'atteindre la pointe des Espagnols dans de meilleures conditions pour les militaires de Sourdis. Aujourd'hui l'étang de Kervian, ancienne vasière, est une zone humide que les oiseaux sédentaires ou migrateurs apprécient.